# سان‌تراست پلازا
سان‌تراست پلازا، (به انگلیسی: SunTrust Plaza) آسمان‌خراش ۶۰ طبقه به ارتفاع ۲۷۴ متر، با کاربری اداری-تجاری است، که در شهر آتلانتا، ایالات متحده آمریکا مستقر می‌باشد. پروژه ساخت این ساختمان در سال ۱۹۸۸ آغاز شد و در سال ۱۹۹۲ تکمیل و افتتاح گردید. شعبه مرکزی سان‌تراست بانک در این ساختمان مستقر می‌باشد.